# 哈德利 (印第安納州)
哈德利（英語：Hadley）是位於美國印地安納州亨德里克斯縣的一個非建制地區。